# Germán de Serbia
El Patriarca Germán de Serbia (idioma serbio: Патријарх Герман, Patrijarh German) (*  Jošanička Banja, 1899 – Belgrado, 1991) fue el 43er. Patriarca de la Iglesia ortodoxa serbia, líder espiritual de los serbios ortodoxos del este, desde 1958 hasta 1990. El nombre completo de su título era Su Santidad el Arzobispo de Peć, Metropolita de Belgrado y Karlovci, Patriarca Serbio German.

## Biografía
Germán (nombre natal: Hranislav Đorić) nació el 19 de agosto de 1899, en el pueblo de Jošanička Banja, del Reino de Serbia. Luego de acabar sus estudios escolares en Velika Drenova, se graduó en el Seminario Kruševac en Belgrado, estudiando a continuación en el Seminario Sremski Karlovci. Estudió Derecho en La Sorbona de París y se graduó en la Facultad de Teología Ortodoxa en Belgrado, en 1942. 
Ordenado diácono, por su delicado estado de salud fue ordenado Presbítero. En 1931, se trasladó a Vrnjačka Banja y en 1938 se convierte en referente del Santo Sínodo de la Iglesia ortodoxa serbia. Por su capacidad, fue ordenado obispo vicario de Moravia, llegando luego como monje del Monasterio de Studenica, donde toma el nombre de Germán.
Cuando el Patriarca Vicente (Patriarch Vikentije) falleció repentinamente el 5 de julio de 1958, se suscita una lucha interna para sucederle. Germán no era señalado como guardián del trono (Patriarca Provisional), como lo era el Obispo de Braničevo, Hrizostom Vojinović, quien era señalado para ocupar el cargo. Se cree que la elección de Germán fue un compromiso, pero perdura la aún popular historia que Aleksandar Ranković, un alto dirigente comunista serbio y luego sucesor de Tito, ingresó a la sesión del Santo Sínodo, haciendo ingresar a Germán, y exclamando: "¡Este es su nuevo Patriarca!"
Luego de 30 años, el Santo Sínodo lo declaró incapacitado el 27 de agosto de 1990, y designó al Obispo Metropolitano de Zagreb y Ljubljana Jovan Pavlović como guardián del trono y eligió al nuevo patriarca, Pablo, el 1 de diciembre de 1990. El Patriarca Germán falleción en el  Hospital VMA en Belgrado, el 27 de agosto de 1991, a la edad de 92 años, siendo sepultado en la Iglesia de San Marcos de Belgrado.
Su periodo de 32 años es uno de los más largos en la historia de la Iglesia ortodoxa serbia.